# 辐花杜鹃
辐花杜鹃（学名：Rhododendron baileyi），为杜鹃花科杜鹃花属下的一个植物种。